# Joaquim José da Natividade

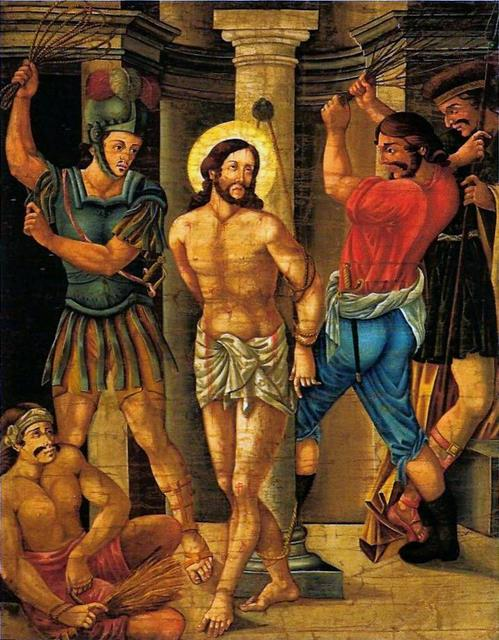
Bandeira da Procissão de Cristo, Museu Afro-Brasil

Joaquim José da Natividade (Sabará, ? - Vila de Santa Maria de Baependi, 7 de setembro de 1841) foi um pintor e decorador brasileiro. Há controvérsias sobre seu nascimento. Segundo o Almanaque Sul Mineiro para 1884, de Bernardo Saturnino da Veiga, Natividade nasceu em São João del-Rei: “tem a igreja, (de São Tomé das Letras - MG) interessantes pinturas em seu teto e paredes, devidas ao pincel do habilíssimo artista Joaquim José da Natividade, natural de São João del-Rei.”
Natividade foi um pintor, possivelmente mulato, responsável pela ornamentação pictórica em várias igrejas de Minas Gerais entre 1785 e 1824.  Seu estilo é comparável ao pintor ilusionista sacro Manuel da Costa Ataíde. Segundo a pesquisadora Myriam Ribeiro é possível que Natividade tenha aprendido seu ofício com João Nepomuceno Correia e Castro.

## Obras
Mestre Natividade, como ficou conhecido, fez o seu primeiro trabalho, ou seja, sua primeira pintura, no altar mor da Igreja de Nossa Senhora da Conceição, na cidade de Carrancas no sul de Minas Gerais, templo construído por escravos por volta de 1721. Outra magnifica obra atribuída ao Mestre Natividade pode ser vista no Santuário do Senhor Bom Jesus do Livramento, na cidade de Liberdade. "As pinturas do Mestre cobrindo todo o Presbitério da Matriz e apresentando cenas da Paixão de Cristo se constituem em outro tesouro de arte e religiosidade existente na Paróquia de Liberdade e só comparável, em sua preciosidade à própria Imagem do Senhor Bom Jesus. São nove painéis, todos pintados em 1770 e neles o autor usou cores realmente vibrantes. O quadro central, por exemplo, mostra "Cristo Ressuscitado" e envolto em luz fulgurante...Apenas uma toalha e um grande manto vermelho cobre parcialmente o corpo de Jesus, belo, vigoroso, juvenil, glorioso [...]". São também atribuídas sua autoria às pinturas dos forros do templo de São Miguel do Cajuru, da Matriz de Nossa Senhora da Conceição, em Conceição da Barra de Minas, do forro da nave e capela-mor da Matriz de São Tomé das Letras e do forro da antiga matriz de Sant'Ana, em Lavras.